# Rygge
Rygge es un municipio en la provincia de Østfold, Noruega. El centro administrativo del municipio se encuentra en la villa de Rygge. Rygge creado como municipio en enero de 1838.
El emblema de Rygge es la flor pulsatilla. Rygge se encuentra conectada con Oslo por un ferrocarril de doble vía y una autopista de cuatro carriles.

## Información general

### Nombre
El municipio (originalmente una parroquia) fue nombrado por una antigua granja llamada Rygge, dado que la primera iglesia se construyó allí. La forma en Nórdico antiguo del nombre es desconocida (los antiguos manuscritos de 1353-1528 utilizan la forma "Ryg(g)jof"). Una reconstrucción posible (aunque incierta) es Rýgjuhof. El primer elemento podría ser el caso genitivo de rýgja, una forma de rýgr que significa "señora o dama". (Como ylgja a ylgr, ambas formas que significan 'loba'.) El último elemento es probablemente hof que significa "templo". Si ello es correcto entonces la palabra rýgja probablemente se refiere a la diosa Freyja, dado que el significado de la palabra freyja también es 'dama'.